# NGC 1177
NGC 1177 = IC 281 ist eine elliptische Galaxie vom Hubble-Typ E-S0? im Sternbild Perseus am Nordsternhimmel. Sie ist schätzungsweise 254 Millionen Lichtjahre von der Milchstraße entfernt und hat einen Durchmesser von etwa 35.000 Lichtjahren. Vom Sonnensystem aus entfernt sich die Galaxie mit einer errechneten Radialgeschwindigkeit von näherungsweise 5.600 Kilometern pro Sekunde.
Nach Lage der Daten bildet sie gemeinsam mit NGC 1175 ein gebundenes Galaxienpaar. Im selben Himmelsareal befinden sich unter anderem die Galaxien NGC 1164, NGC 1186, IC 284, PGC 2195424.
Das Objekt wurde am 29. November 1874 vom irischen Astronomen Lawrence Parsons entdeckt.